# Pristimantis tenebrionis
Espèce
Synonymes
- Eleutherodactylus tenebrionis Lynch & Miyata, 1980

Statut de conservation UICN

 EN B1ab(iii) : En danger
Pristimantis tenebrionis est une espèce d'amphibiens de la famille des Craugastoridae.

## Répartition
Cette espèce est endémique du Nord-Ouest de l'Équateur. Elle se rencontre dans les provinces d'Esmeraldas, de Carchi, d'Imbabura et de Pichincha entre 220 et 830 m d'altitude sur le versant Ouest de la cordillère Occidentale.

## Description
Les mâles mesurent de 20,8 à 26,8 mm et les femelles de 30,6 à 36,9 mm.

## Publication originale
- Lynch & Miyata, 1980 : Two new species of Eleutherodactylus (Amphibia: Leptodactylidae) from the lowlands and lower cloud forests of western Ecuador. Breviora, no 457, p. 1-12 (texte intégral).